# 小行星12016
小行星12016（12016 Green）是一颗绕太阳运转的小行星，为主小行星带小行星。该小行星于1996年12月1日发现。

## 轨道参数
小行星12016的轨道半长轴为2.4357275 UA，离心率为0.193。